# Constance (película)
Constance es una película del año 1998 dirigida por Knud Vesterskov y protagonizada por Katja Kean.
La película es producida por la compañía cinematográfica Zentropa de Lars von Trier.
Forma parte de Puzzy Power Manifesto trilogía que se completará con Pink Prison (1999) y All About Anna (2005).